# Parce qu'on sait jamais
Singles de Christophe Maé
On s'attache
(2007) Ça fait mal
(2007)
Pistes de Mon paradis
Belle demoiselle Ça fait mal
Parce qu'on sait jamais est une chanson de Christophe Maé parue en 2007 sur l'album Mon paradis, écrite par Lionel Florence et composée par Philippe Jakko.

## Historique
Elle est le 2e single de ce premier album, qui permettra aux ventes de passer de 100 000 album vendus (après le 1er single On s'attache) à 600 000 albums vendus.
Choisie par les auditeurs de la radio NRJ comme meilleure chanson de l'album pour le 2e single, elle permet à Christophe Maé de s'imposer comme artiste majeur en France[réf. nécessaire].